# Chang Taeksang
Chang Taeksang (장택상, 張澤相 1 tháng 8 năm 1893 - 22 tháng 10 năm 1969), tự là Chi-U (致雨 치우), hiệu là Changrang(창랑, 滄浪), là một chính trị gia và nhà đấu tranh vì độc lập Hàn Quốc. Ông là đại biểu Quốc hội Hàn Quốc các khóa 2 đến 5, Bộ trưởng Ngoại giao đầu tiên (1948), Thủ tướng thứ ba (1952).

## Trước tác
- The founding of the Republic of Korea and me(대한민국 건국과 나)